# Halston Sage
Halston Sage, all'anagrafe Halston Jean Schrage (Los Angeles, 10 maggio 1993), è un'attrice statunitense, conosciuta per aver interpretato Amber nella serie TV Crisis e il tenente Alara Kitan nella serie The Orville.

## Carriera
Il debutto nel mondo della moda avviene a soli 14 anni e presto emerge la sua passione per la recitazione.
Nel 2011 viene scelta per interpretare il ruolo di Grace in How to Rock in onda dal 4 febbraio 2012 sulla rete televisiva statunitense Nickelodeon.
Nel 2013 è nel film Bling Ring di Sofia Coppola, poi interpreta Nancy Arbuckle in Un weekend da bamboccioni 2. 
Nel 2014 viene conosciuta dal grande pubblico nel ruolo di Amber Fitch in Crisis, serie TV prodotta per la rete statunitense NBC e distribuita in Italia da Sky su Fox. Sempre nel 2014 ha recitato nel thriller di Greg Francis Poker Night.
Nel 2015 ricopre ruoli in più film. È Brooke Shy nel film di Nicholas Stoller Cattivi vicini, dove recita accanto a Zac Efron. È stata nominata all'MTV Movie Award "Best Kiss" per il suo bacio con Rose Byrne. Inoltre viene scelta per interpretare il ruolo di Lacey Pemberton nel film Città di carta a fianco di Cara Delevingne, uscito in Italia nel 2016. Sempre nel 2015 ha il ruolo di Kendall in Manuale scout per l'apocalisse zombie diretto da Christopher B. Landon. Infine nel 2015 recita nel ruolo di Taylor nel film Piccoli brividi.
Nel 2017 è nel film Prima di domani, dove interpreta Lindsay Edgecomb a fianco di Zoey Deutch. Nello stesso anno recita accanto a Bella Thorne nel film thriller You Get Me. Dal 2017 al 2019 ha interpretato il tenente Alara Kitan, uno dei personaggi principali della serie TV The Orville.
Nel 2019 interpreta il ruolo di Erin nella commedia romantica di Netflix The Last Summer, accanto a KJ Apa, Maia Mitchell, Jacob Latimore e Tyler Posey.
Nel 2022 doppia per il gioco da console The Quarry il personaggio di Emma Mountebank.

## Filmografia

### Cinema
- Joan's Day Out (2012)
- The First Time (2013)
- Bling Ring, regia di Sofia Coppola (2014)
- Poker Night, regia di Greg Francis (2013)
- Un weekend da bamboccioni 2 (Grown Ups 2), regia di Dennis Dugan (2014)
- Cattivi vicini (Neighbors), regia di Nicholas Stoller (2015)
- Città di carta (Paper Towns), regia di Jake Schreier (2016)
- Piccoli brividi (Goosebumps), regia di Rob Letterman (2015)
- Manuale scout per l'apocalisse zombie (Scouts Guide to the Zombie Apocalypse), regia di Christopher B. Landon (2015)
- Prima di domani (Before I Fall), regia di Ry Russo-Young (2017)
- You get me, regia di Brent Bonacorso (2017)
- The Last Summer, regia di William Bindley (2019)
- X-Men: Dark Phoenix (Dark Phoenix), regia di Simon Kinberg (2019)
- E poi c'è Katherine (Late Night), regia di Nisha Ganatra (2019)

### Televisione
- Victorious – serie TV, episodio 2x01 (2012)
- How to Rock – serie TV, 22 episodi (2012)
- Le pazze avventure di Bucket e Skinner (Bucket & Skinner's Epic Adventures) – serie TV, 1x15 (2012)
- Crisis – serie TV, 13 episodi (2014)
- The Orville – serie TV, 16 episodi (2017-2019)
- Magnum P.I. – serie TV, episodio 1x12 (2019)
- Prodigal Son - serie TV (2019-2021)

### Videogiochi
- The Quarry (2022)

## Doppiatrici italiane
Nelle versioni in italiano delle opere in cui ha recitato, Halston Sage è stata doppiata da:
- Letizia Ciampa in Crisis, Città di Carta, Piccoli brividi
- Francesca Bielli in How to rock
- Mattea Serpelloni in Cattivi vicini
- Roisin Nicosia in Prima di domani
- Emanuela Ionica in You Get Me
- Joy Saltarelli in The Orville
- Sara Vitagliano in The Last Summer
- Veronica Puccio in Prodigal Son

## Riconoscimenti
- 2015 – MTV Movie Awards[1][2]
  - Candidatura – Miglior bacio con Rose Byrne per Cattivi vicini